# Коган, Борис Маркович
Борис Маркович Коган (8 февраля 1940, Бобруйск или Черновцы — 25 декабря 1993, Атланта, США) — советский и американский шахматист, международный мастер (1982).
Выпускник Львовского политехничекого института. Работал инженером на заводе кинескопов, тренером во львовском Дворце пионеров. Среди воспитанников — гроссмейстер А. Б. Михальчишин. В 1981 эмигрировал в США.
Борис Коган выигрывал чемпионат СССР среди юниоров в 1956 и 1957 годах. Разделил 1-2 место на мемориале И. О. Липницкого (1967). В составе сборной Украинской ССР бронзовый призёр командного чемпионата СССР 1969 г. Участник 2-х чемпионатов СССР по переписке (1971 и 1975).
3 раза участвовал в чемпионатах США по шахматам. Выигрывал чемпионат штата Джорджия (США) 9 раз, в том числе 7 раз подряд (1980—1986, 1988, 1992).